# Saint-Jean-Saverne
Pour les articles homonymes, voir Saint-Jean.
Saint-Jean-Saverne (anciennement Saint Jean près Saverne et Saint Jean des Choux) est une commune française située dans la circonscription administrative du Bas-Rhin et, depuis le 1er janvier 2021, dans le territoire de la Collectivité européenne d'Alsace, en région Grand Est.
Cette commune se trouve dans la région historique et culturelle d'Alsace et fait partie du parc naturel régional des Vosges du Nord.

## Géographie

### Localisation
Saint-Jean-Saverne se trouve en bordure du massif des Vosges. 
|               | Ernolsheim-lès-Saverne |            |
|               | Saint-Jean-Saverne     | Steinbourg |
| Eckartswiller |                        | Monswiller |

### Géologie et relief
La commune se compose de 25,03 hectares de territoires artificialisés (3,82 %), 154,27 hectares de territoires agricoles (23,55 %) et 476,00 hectares de forêts et milieux semi-naturels (72,67 %).
Espaces naturels :
- Trois espaces protégés hors Natura 2000 Vosges du Nord :

Réserve de Biosphère, zone tampon,
Réserve de Biosphère, zone de transition,
Parc naturel régional.
- Espaces protégés Natura 2000 :

Vosges du Nord,
- Trois zones naturelles d'intérêt écologique, faunistique et floristique (Znieff) :

Paysage de collines avec vergers du Pays de Hanau,
Prairies, vergers et vallons humides du piémont vosgien à Ernolsheim-lès-Saverne,
Forêts des plateaux gréseux des Vosges du Nord.
Saint-Jean-Saverne se situe à l’extrémité occidentale du fossé rhénan. À ce titre, le territoire de la commune est coupé en deux, à la fois en matière de relief et de géologie, par une faille normale courant selon un axe sud-ouest-nord-est au pied du mont Saint-Michel. À l’ouest de cette faille prédomine donc une zone de montagne caractérisée par des grès, tandis qu’à l’est se trouve une zone de plaine au sous-sol composé d’abord de calcaires, puis de colluvions.
Du côté de la montagne, le grès est du Buntsandstein, ou grès bigarré, qui s’est formé au sein d’un ensemble fluviatile il y a 230 millions d’années, au Trias inférieur. Cette couche de plusieurs centaines de mètres d’épaisseur est coiffé sur les sommets par la couche du Conglomérat principal, un poudingue riche en galets de quartz blanc, visible notamment au mont Saint-Michel. En certains endroits, notamment au Stampfloecher, cette couche épaisse d’une dizaine de mètres est elle-même couverte par une couche de grès intermédiaire.
Le village lui-même est construit sur les calcaires se trouvant immédiatement à l’est de la faille. Ceux-ci sont constitués d’une alternance de marnes dolomitiques du Muschelkalk moyen et de calcaire à entroques et térébratules du Muschelkalk supérieur. Plus bas en direction de la plaine, cet ensemble est suivi par des marnes argileuses du Lettenkohle, rapidement recouvertes toutefois par des colluvions provenant de la montagne puis par les sables charriés par la Zorn. À l’extrémité orientale du territoire de la commune, l’épaisseur d’alluvion est ainsi de 3 m et est suivie d’une couche d’au moins 8 m de marnes.

### Sismicité
Commune située dans une zone 3 de sismicité modérée.

### Hydrographie et les eaux souterraines
Hydrogéologie et climatologie : Système d’information pour la gestion des eaux souterraines du bassin Rhin-Meuse :
Territoire communal : Occupation du sol (Corinne Land Cover); Cours d'eau (BD Carthage),
Géologie : Carte géologique; Coupes géologiques et techniques,
 Hydrogéologie : Masses d'eau souterraine; BD Lisa; Cartes piézométriques.
La commune est dans le bassin versant du Rhin au sein du bassin Rhin-Meuse. Elle est drainée par la Zinsel du Sud, le ruisseau le Fallbaechel, le ruisseau le Langthal et le ruisseau le Schalckbaechel,,.
La Zinsel du Sud, d'une longueur totale de 30,9 km, prend sa source dans la commune de Wintersbourg et se jette  dans la Zorn à Steinbourg, après avoir traversé 15 communes. Les caractéristiques hydrologiques de la Zinsel du Sud sont données par la station hydrologique située sur la commune d'Eckartswiller. Le débit moyen mensuel est de 0,879 m3/s. Le débit moyen journalier maximum est de 14,7 m3/s, atteint lors de la crue du 3 février 2020. Le débit instantané maximal est quant à lui de 24,1 m3/s, atteint le 4 mai 2013.

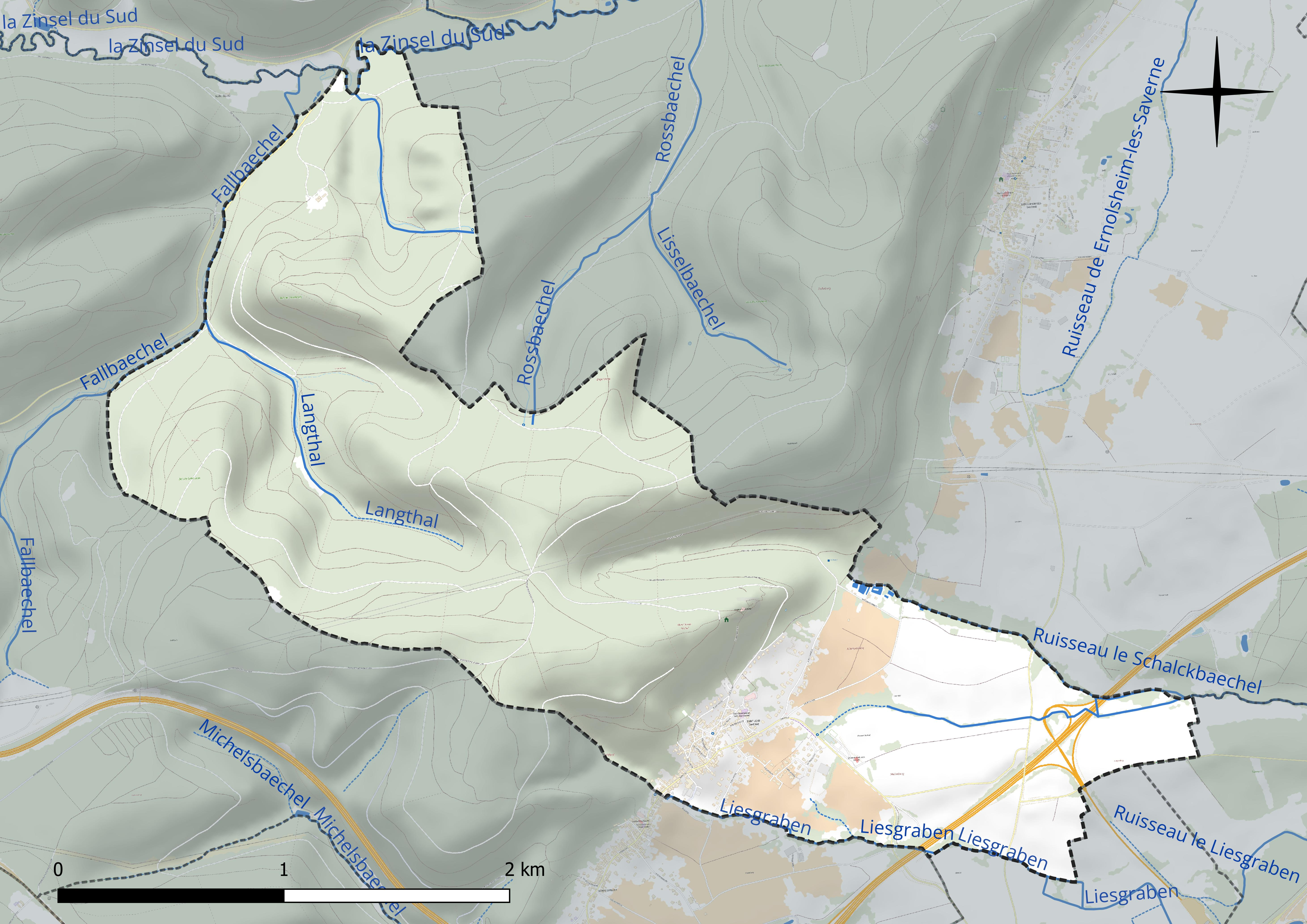
Réseau hydrographique de Saint-Jean-Saverne.

### Climat
Pour des articles plus généraux, voir Climat du Grand Est et Climat du Bas-Rhin.
En 2010, le climat de la commune est de type climat des marges montargnardes, selon une étude du Centre national de la recherche scientifique s'appuyant sur une série de données couvrant la période 1971-2000. En 2020, Météo-France publie une typologie des climats de la France métropolitaine dans laquelle la commune est exposée à un climat semi-continental et est dans la région climatique  Vosges, caractérisée par une pluviométrie très élevée (1 500 à 2 000 mm/an) en toutes saisons et un hiver rude (moins de 1 °C). 
Pour la période 1971-2000, la température annuelle moyenne est de 10,3 °C, avec une amplitude thermique annuelle de 17,5 °C. Le cumul annuel moyen de précipitations est de 870 mm, avec 11,6 jours de précipitations en janvier et 10,2 jours en juillet. Pour la période 1991-2020, la température moyenne annuelle observée sur la station météorologique de Météo-France la plus proche, « Wangenbourg_sapc », sur la commune de Wangenbourg-Engenthal à 16 km à vol d'oiseau, est de 9,9 °C et le cumul annuel moyen de précipitations est de 1 131,8 mm. 
La température maximale relevée sur cette station est de 36,4 °C, atteinte le 25 juillet 2019 ; la température minimale est de −16,9 °C, atteinte le 7 février 2012,,. 
Les paramètres climatiques de la commune ont été estimés pour le milieu du siècle (2041-2070) selon différents scénarios d'émission de gaz à effet de serre à partir des nouvelles projections climatiques de référence DRIAS-2020. Ils sont consultables sur un site dédié publié par Météo-France en novembre 2022.

## Urbanisme

### Typologie
Au 1er janvier 2024, Saint-Jean-Saverne est catégorisée ceinture urbaine, selon la nouvelle grille communale de densité à sept niveaux définie par l'Insee en 2022.
Elle appartient à l'unité urbaine de Saverne, une agglomération intra-départementale regroupant huit  communes, dont elle est une commune de la banlieue,,. Par ailleurs la commune fait partie de l'aire d'attraction de Strasbourg (partie française), dont elle est une commune de la couronne,. Cette aire, qui regroupe 268 communes, est catégorisée dans les aires de 700 000 habitants ou plus (hors Paris),.

### Occupation des sols
L'occupation des sols de la commune, telle qu'elle ressort de la base de données européenne d’occupation biophysique des sols Corine Land Cover (CLC), est marquée par l'importance des forêts et milieux semi-naturels (72,6 % en 2018), une proportion identique à celle de 1990 (72,6 %). La répartition détaillée en 2018 est la suivante : 
forêts (72,6 %), prairies (16,4 %), cultures permanentes (7,3 %), zones urbanisées (3,8 %). L'évolution de l’occupation des sols de la commune et de ses infrastructures peut être observée sur les différentes représentations cartographiques du territoire : la carte de Cassini (XVIIIe siècle), la carte d'état-major (1820-1866) et les cartes ou photos aériennes de l'IGN pour la période actuelle (1950 à aujourd'hui).

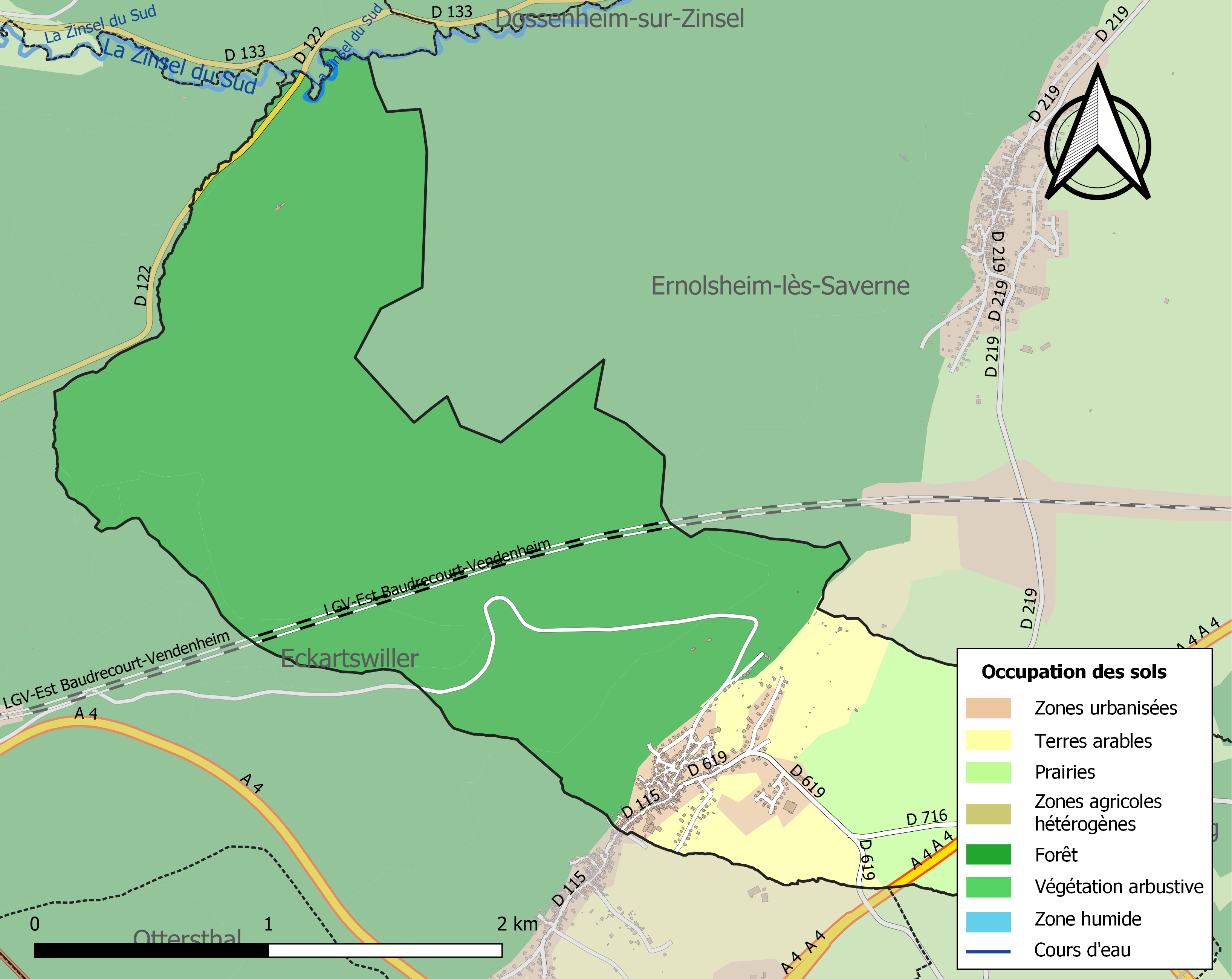
Carte des infrastructures et de l'occupation des sols de la commune en 2018 (CLC).

## Toponymie
Source : https://www.saintjeansaverne.com/index.php?page=le-nom

## Histoire

### Préhistoire et Antiquité
Il n’existe pas de signes concrets d’une occupation permanente à l’emplacement même de la commune avant le Moyen Âge, bien que quelques silex taillés aient été découverts à proximité de l’église. Cela ne signifie pas pour autant qu’il n’y a pas de présence humaine pendant ces périodes, mais celle-ci se concentre plutôt sur d’autres sites. Cette différence d’emplacement entre peuplement ancien et peuplement plus récent pourrait également être un biais introduit par le nombre limité de fouilles réalisées dans le village même. Ainsi, le site du Mont-Saint-Michel montre des traces d’occupation permanente à l’époque du second âge du fer, à mettre en relation avec l’oppidum de la Heidenstadt, implanté à la limite entre le territoire de la commune et celui d’Ernolsheim. Au même endroit, la ligne de démarcation actuelle entre les deux communes est constitué par le tracé d’une voie romaine passant à travers les Vosges et desservant également une carrière antique au lieu-dit Stempfloecher'.

### Moyen Âge

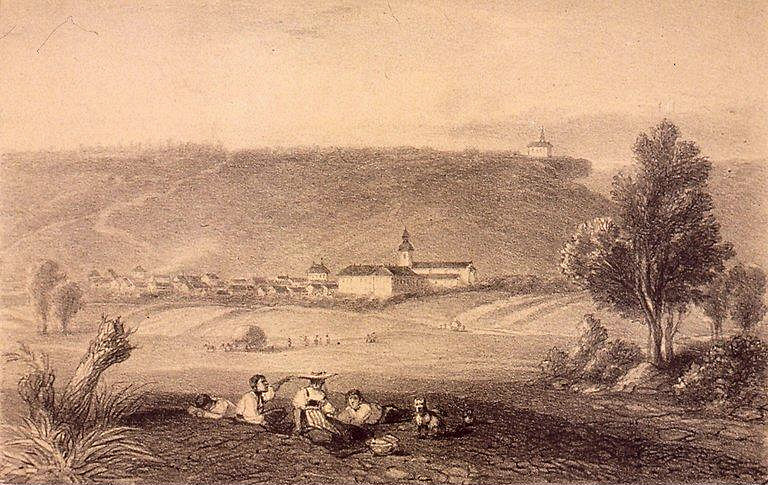
St Jean des Choux et la Chapelle de St Michel (Eugène Laville, 1849).

Au Haut Moyen Âge, les traces d’habitat humain restent dans un premier temps localisée sur le mont Saint-Michel, celui-ci étant habité au IXe siècle. Le village est mentionné pour la première fois en 1126 sous le nom de Megenhelmswilre, lorsque Pierre de Lutzelbourg en fait don, ainsi que de l’église privée qu’il dispose en ce lieu, à l’abbaye de Saint-Georges-en-Forêt-Noire (de). L’année suivante, le 5 février 1127, celle-ci fonde sur place le couvent de Saint-Jean, dont le village prendra le nom. Il se trouve à cette date un autre village sur le territoire de la commune : Volkerswiller, situé au débouché du vallon de la Winterhalt ; celui-ci disparaît toutefois lors des troubles de la fin du Moyen Âge. Cette période est en effet marquée par les ravages de la région par des bandes de routiers provenant de France, dont la traversée des Vosges est facilité par les nombreux cols aux alentours de Saverne. La fin du XIVe siècle voit ainsi trois incursions des Grandes compagnies en 1365, 1375 et 1384, puis, quelques décennies plus tard, en février 1439 c’est au tour des « Armagnacs » de Jean de Fénétrange d’incendier le village sur leur passage. En 1525, pendant la guerre des paysans, le couvent est également la cible des paysans révoltés qui le mettent à sac et brûlent les archives.

### Temps modernes
Les conflits des siècles suivants amènent encore le village à être régulièrement saccagé par les armées de passage, attirées par les richesses du couvent et la possibilité d’y loger de grands corps de troupe. En 1590, le couvent est au bord de la disparition, ses bâtiments en ruines et les quelques religieuses restantes sans direction, la supérieure ayant pris la fuite dans le Wurtemberg.

## Politique et administration
| Période                                  | Période  | Identité    | Étiquette | Qualité      |
| ---------------------------------------- | -------- | ----------- | --------- | ------------ |
| Les données manquantes sont à compléter. |          |             |           |              |
| mars 2001                                | mai 2020 | Henri Wolff |           |              |
| mai 2020                                 | En cours | Jean Goetz  |           | Ancien cadre |

### Budget et fiscalité 2023

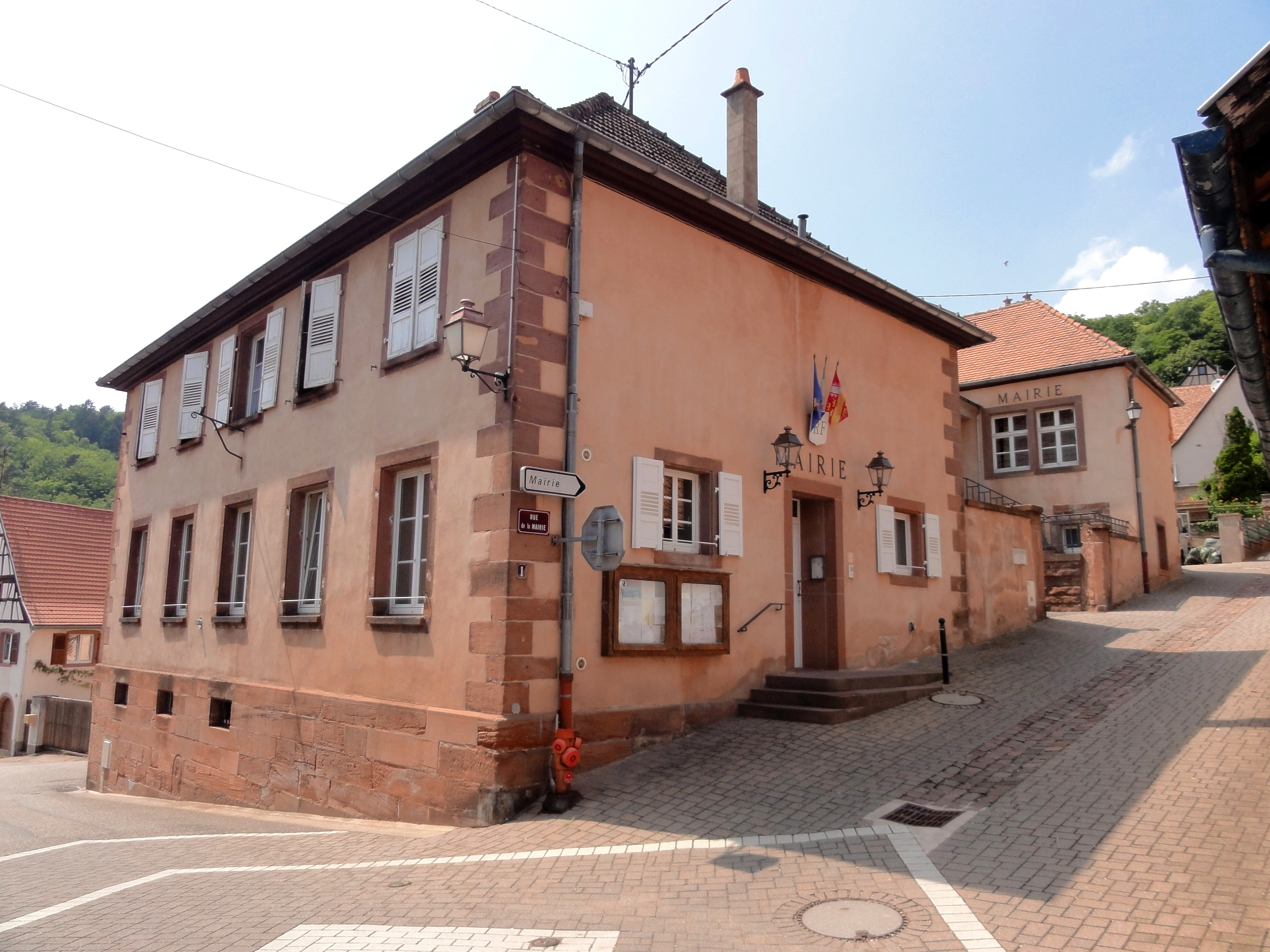
Mairie.

En 2023, le budget de la commune était constitué ainsi :
- total des produits de fonctionnement : 549 000 €, soit 1 002 € par habitant ;
- total des charges de fonctionnement : 349 000 €, soit 638 € par habitant ;
- total des ressources d'investissement : 115 000 €, soit 211 € par habitant ;
- total des emplois d'investissement : 138 000 €, soit 251 € par habitant ;
- endettement : 334 000 €, soit 609 € par habitant.

Avec les taux de fiscalité suivants :
- taxe d'habitation : 9,70 % ;
- taxe foncière sur les propriétés bâties : 27,13 % ;
- taxe foncière sur les propriétés non bâties : 61,13 % ;
- taxe additionnelle à la taxe foncière sur les propriétés non bâties : 0,00 % ;
- cotisation foncière des entreprises : 0,00 %.

Chiffres clés Revenus et pauvreté des ménages en 2021 : médiane en 2021 du revenu disponible, par unité de consommation : 26 980 €.

## Population et société

### Démographie

#### Évolution démographique
L'évolution du nombre d'habitants est connue à travers les recensements de la population effectués dans la commune depuis 1793. Pour les communes de moins de 10 000 habitants, une enquête de recensement portant sur toute la population est réalisée tous les cinq ans, les populations de référence des années intermédiaires étant quant à elles estimées par interpolation ou extrapolation. Pour la commune, le premier recensement exhaustif entrant dans le cadre du nouveau dispositif a été réalisé en 2004.

En 2022, la commune comptait 537 habitants, en évolution de −6,45 % par rapport à 2016 (Bas-Rhin : +3,17 %, France hors Mayotte : +2,11 %).
| 1793 | 1800 | 1806 | 1821 | 1831 | 1836 | 1841 | 1846 | 1851 |
| ---- | ---- | ---- | ---- | ---- | ---- | ---- | ---- | ---- |
| 534  | 621  | 496  | 763  | 799  | 854  | 794  | 863  | 889  |

| 1856 | 1861 | 1866 | 1871 | 1875 | 1880 | 1885 | 1890 | 1895 |
| ---- | ---- | ---- | ---- | ---- | ---- | ---- | ---- | ---- |
| 795  | 863  | 854  | 787  | 781  | 750  | 775  | 754  | 730  |

| 1900 | 1905 | 1910 | 1921 | 1926 | 1931 | 1936 | 1946 | 1954 |
| ---- | ---- | ---- | ---- | ---- | ---- | ---- | ---- | ---- |
| 726  | 725  | 701  | 620  | 631  | 614  | 591  | 561  | 509  |

| 1962 | 1968 | 1975 | 1982 | 1990 | 1999 | 2004 | 2006 | 2009 |
| ---- | ---- | ---- | ---- | ---- | ---- | ---- | ---- | ---- |
| 543  | 550  | 547  | 563  | 559  | 598  | 611  | 592  | 602  |

| 2014 | 2019 | 2022 | - | - | - | - | - | - |
| ---- | ---- | ---- | - | - | - | - | - | - |
| 583  | 533  | 537  | - | - | - | - | - | - |

### Enseignement
Établissements d'enseignements :
- Écoles maternelles et primaires à Ernolsheim-lès-Saverne, Ottersthal, Monswiller, Saverne.
- Collèges à Saverne, Phalsbourg.
- Lycées à Saverne, Phalsbourg.

### Santé
Professionnels et établissements de santé :
- Médecins.
- Pharmacies.
- Hôpitaux.

### Cultes
- Culte catholique, Communauté de paroisses du piémont de Saint-Michel[49], Diocèse de Strasbourg.
- Culte protestant, Paroisse Protestante de Saverne[50].

## Économie

### Entreprises et commerces

#### Agriculture
Avant le XIXe siècle, le village est presque entièrement tourné vers l’activité agricole. Celle-ci est dominée par la polyculture, complétée par l’élevage ainsi que l’exploitation de vignes et de vergers. Il n’existe presque pas d’exploitation indépendante, l’abbaye possédant l’immense majorité des parcelles qui sont soit louées à des agriculteurs soit directement exploitées par des journaliers. Quelques activités artisanales existent à la marge, notamment la tonnellerie, la menuiserie et l’exploitation de la pierre.
Le XIXe siècle est marqué par un bouleversement profond de l’orientation économique de la commune. En effet, bien que devenus indépendants après la disparition de l’abbaye, les agriculteurs parviennent de moins en moins à vivre de leur activité au cours de ce siècle, tandis que le développement de l’industrie dans les communes avoisinantes, notamment Kuhn à Eckartswiller et Goldenberg à Monswiller, draine la main d’œuvre vers ce secteur d’activité. L’agriculture subsiste toutefois jusqu’au milieu du XXe siècle, généralement comme activité secondaire d’ouvriers-paysans, mais elle-même décline rapidement après la Seconde Guerre mondiale et la dernière exploitation agricole disparaît en 1962.
- Agriculture et élevage[52].

#### Tourisme
- Hébergements et restauration à Saint-Jean-Saverne, Monswiller, Saverne.

#### Commerces
- Commerces et services de proximité[53].

### Lieux et monuments

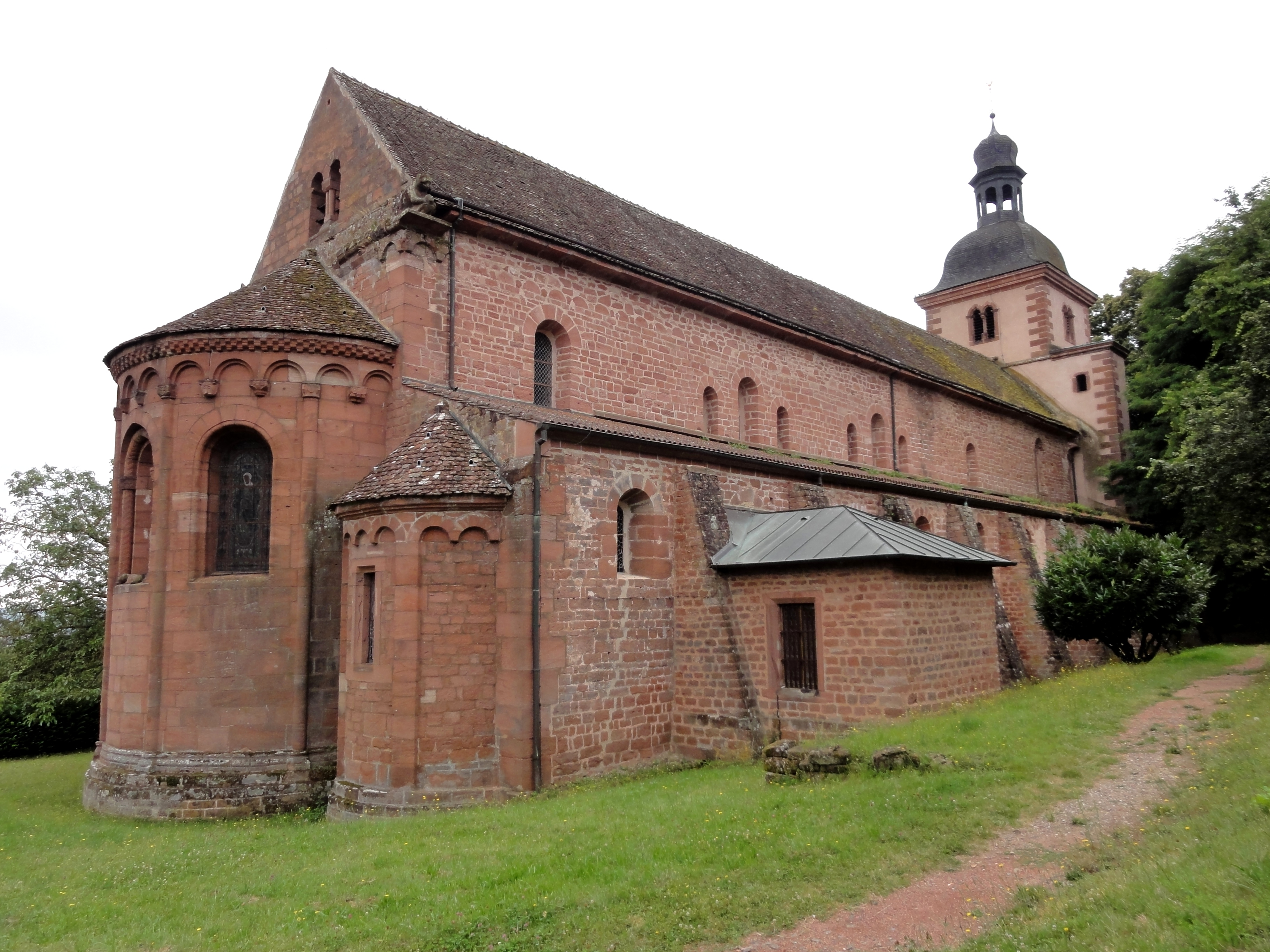
Église abbatiale Saint-Jean-Baptiste.
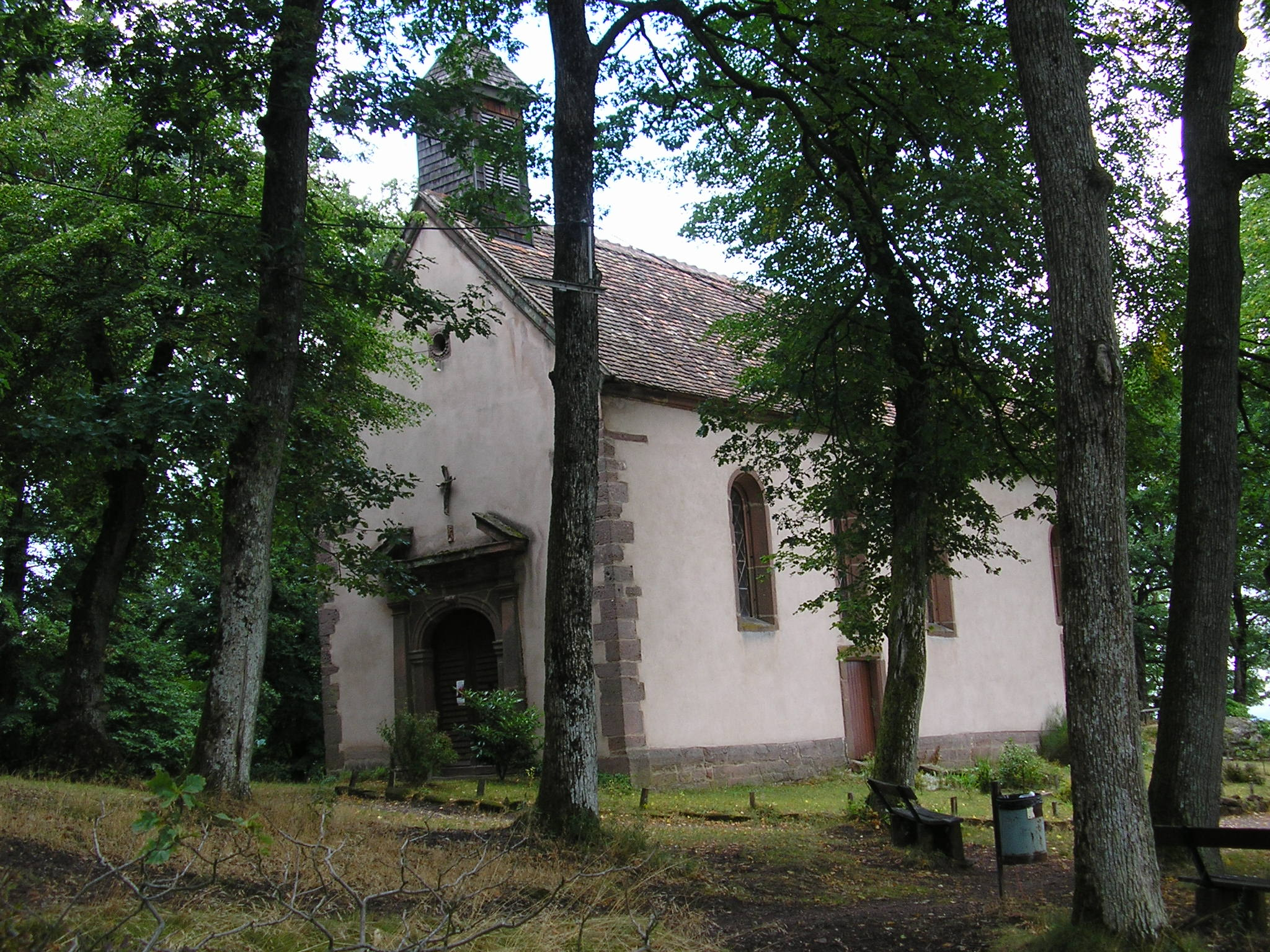
Chapelle Mont St Michel.
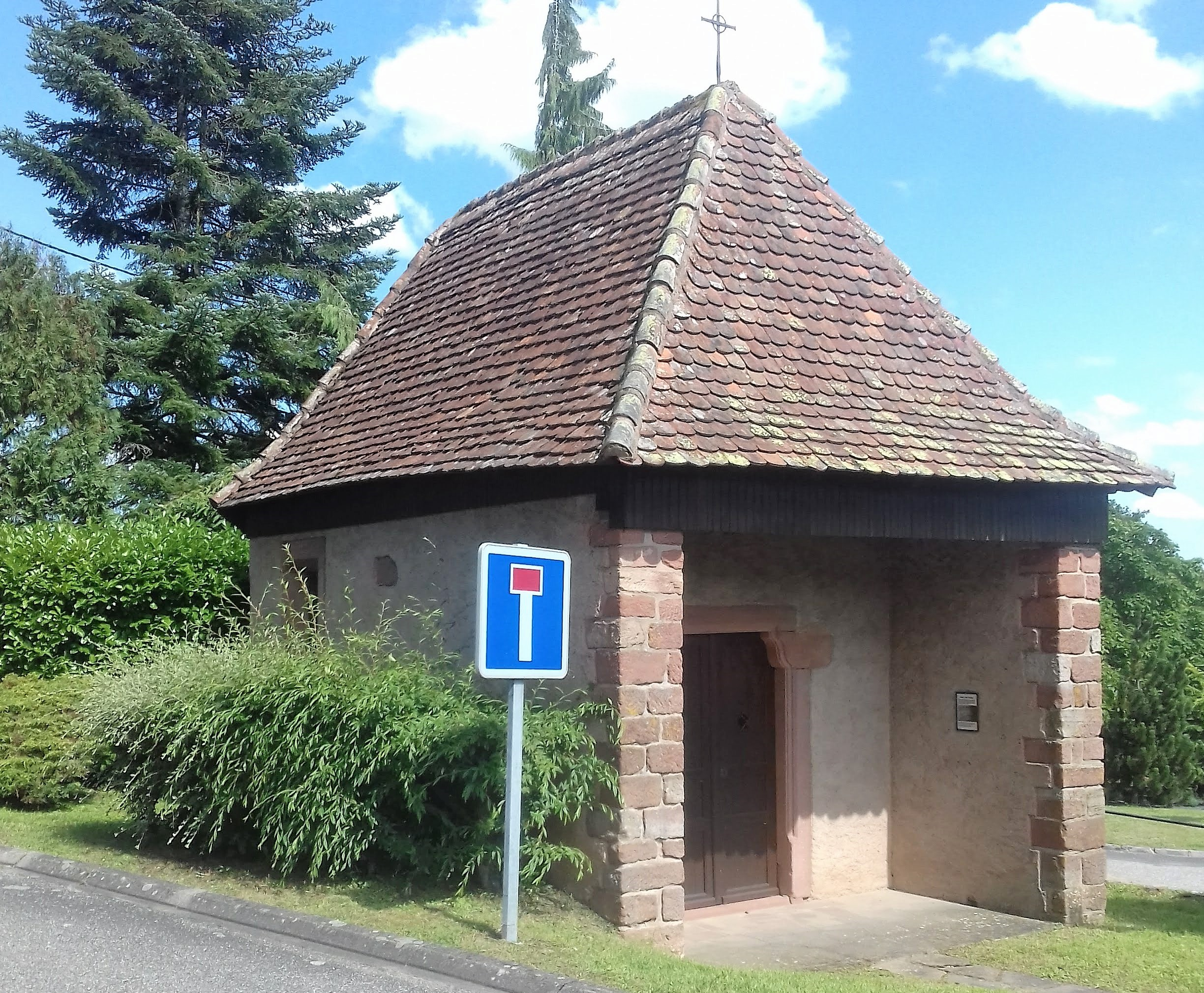
Chapelle Saint-Wendelin.
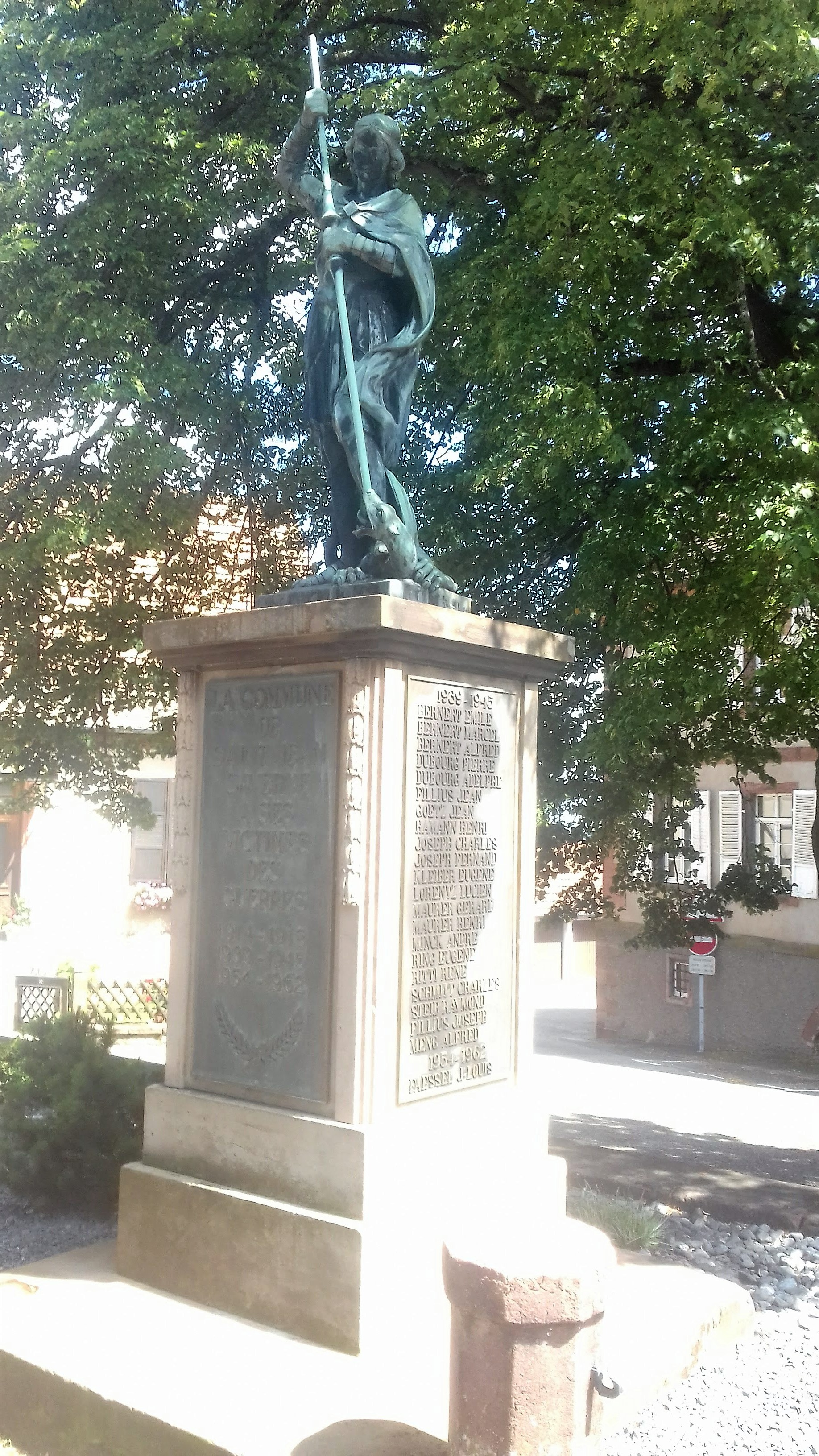
Monument aux morts 1914-1918 et 1939-1945.
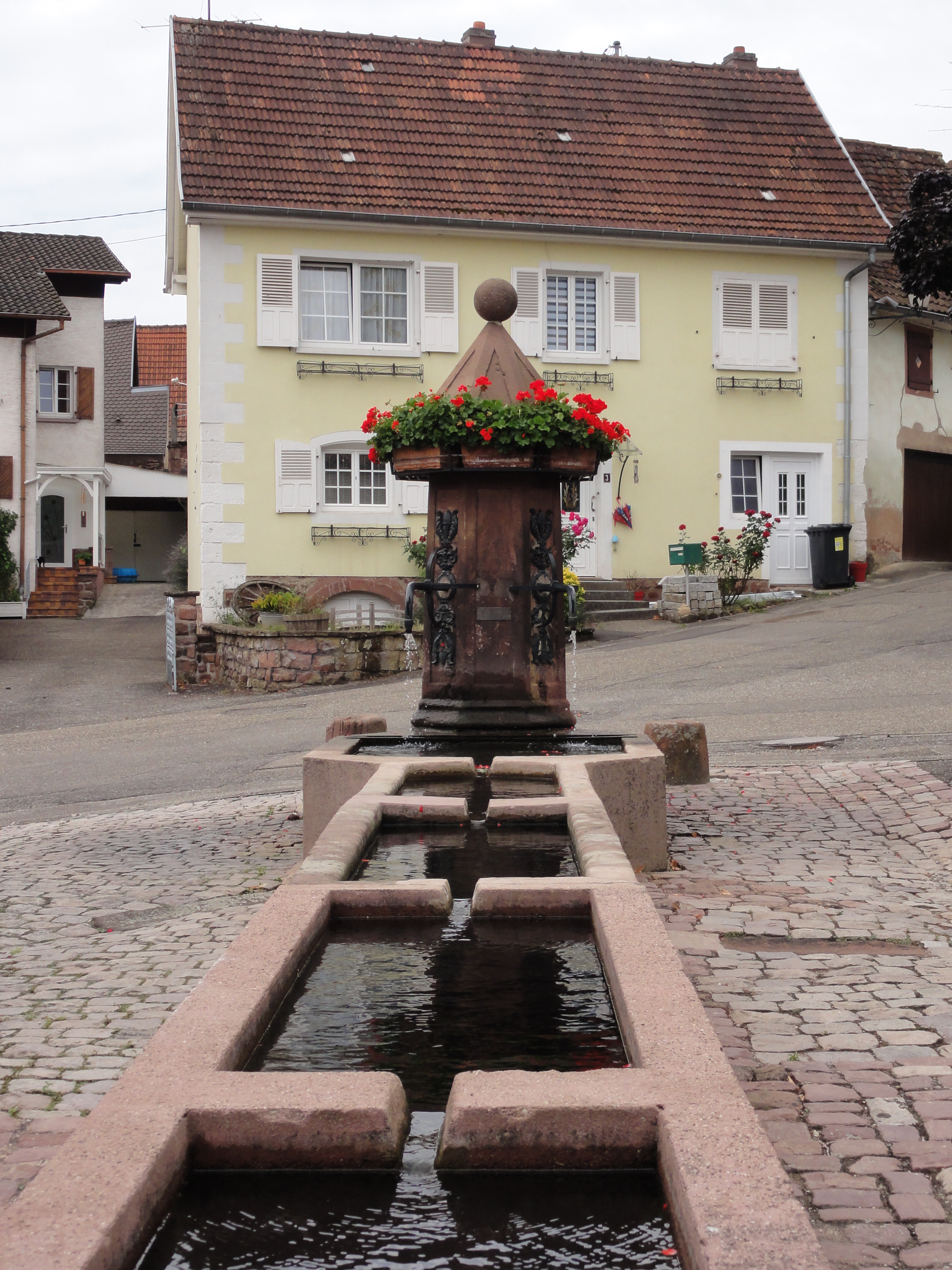
Fontaine avec abreuvoirs (XIXe siècle).
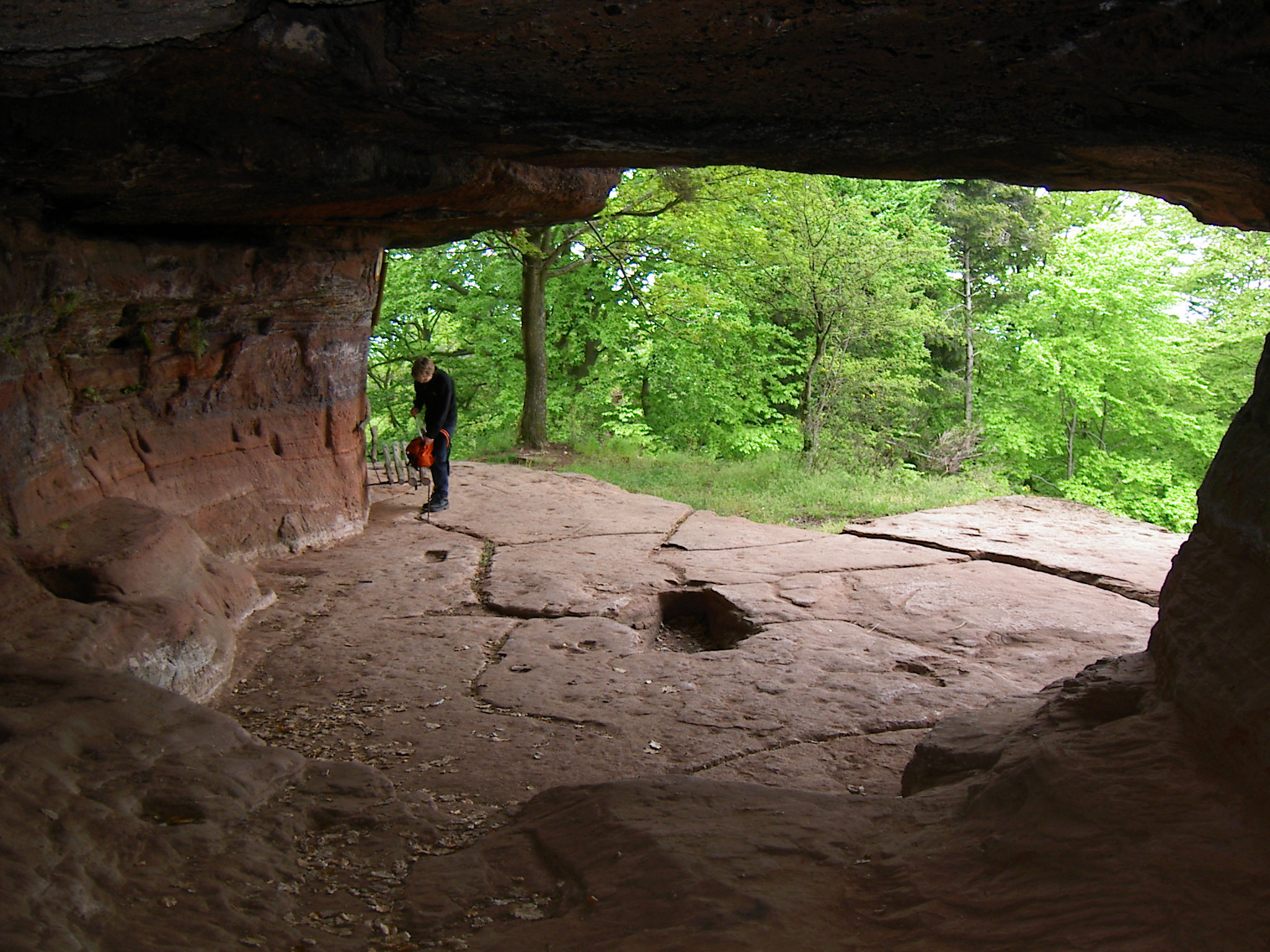
Grotte des sorcières.
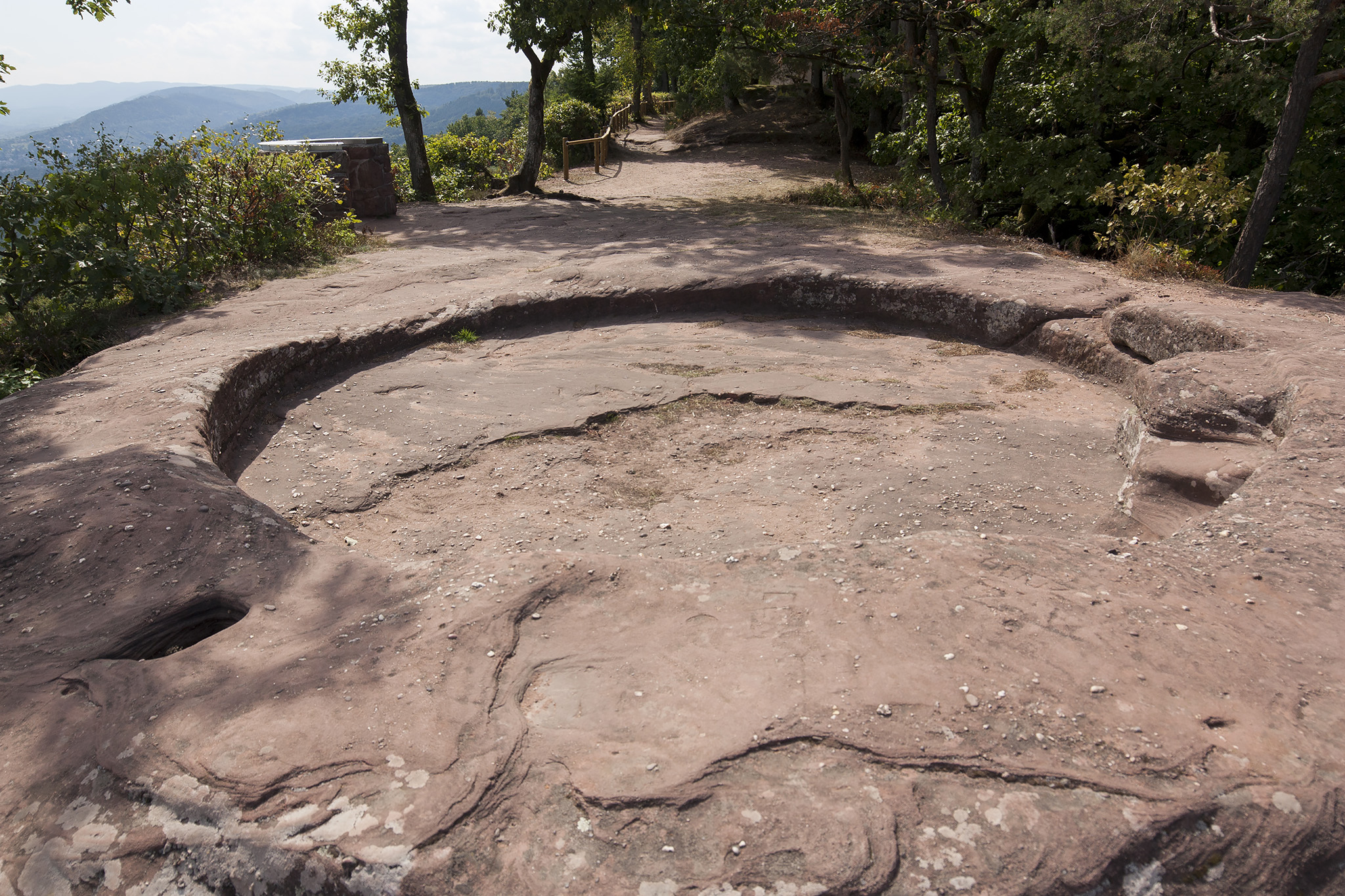
Mont Saint-Michel, bassin de la plateforme sommitale

#### Patrimoine civil
Le patrimoine bâti civil est principalement représenté par des maisons d’habitation, la plupart ayant été à l’origine des fermes,,.
Le monument aux morts : Conflits commémorés : Guerres 1914-1918 - 1939-1945 - AFN-Algérie (1954-1962).
Fontaine avec abreuvoirs (XIXe siècle).
* Les anciennes fontaines (XVIIe siècle).

#### Patrimoine religieux
Sur le domaine de Meginhelmeswilre, devenu Cella Sancti Johannis par la donation de 1126-1127, le nouveau propriétaire, l'abbaye de Sankt Georgen en Forêt-Noire fit construire dans le troisième quart du XIIe siècle une abbaye, placée sous l'invocation de Jean le Baptiste, pour accueillir une communauté de moniales bénédictines. 
L'histoire de cette communauté et des bâtiments conventuels n'est bien connue qu'à partir de la fin du XVIIe siècle, lorsqu'il fallut « ressusciter [...] une seconde fondation » selon les archives - l'abbaye anéantie par un siècle de conflits dévastateurs. Seule fut conservée la nef romane de l'abbatiale, remaniée et dotée d'une tour-porche. Tous les autres bâtiments, conventuels et annexes, firent l'objet d'un vaste programme de reconstruction, commencé en 1729 par les travaux à l'abbatiale et terminés en 1756 à l'achèvement de la maison du receveur. Puis commencèrent les travaux de réaménagement intérieur de l'abbatiale, pourvue d'un décor et d'un mobilier baroques dans le goût du jour.
L'abbaye ferma ses portes le 1er octobre 1792 et l'ensemble des terres et des bâtiments de l'enclos conventuel, déclarés biens nationaux, fut acquis le 22 décembre 1796 par un collectif des 72 chefs de famille de Saint-Jean qui lotirent leur propriété le 10 janvier 1798, à l'exception de l'église, l'ancienne abbatiale, promue église paroissiale. Cette église catholique Saint-Jean-Baptiste de Saint-Jean-des-Choux figure sur la liste initiale des Monuments Historiques de 1840, et le classement Monument Historique a été confirmé au J.O. du 16 février 1930, aux côtés des deux autres anciennes abbatiales romanes de la région, l'église catholique Saint-Étienne de Marmoutier et l'église catholique Saints-Pierre-et-Paul de Neuwiller-lès-Saverne .
L'orgue de L'église paroissiale St-Jean Baptiste,,,,.
Vers la sortie est du village, au bout de la Grand-Rue, s'élève la chapelle Saint-Wendelin. Construite à la suite d'un vœu fait en 1736 par les bourgeois de Saint-Jean dont les troupeaux de bovins étaient décimés par une épizootie particulièrement meurtrière, elle est consacrée le 20 octobre 1738.
Ensemble Cultuel dit Rocher Saint-Michel.
Croix de chemin :
Croix de chemin dite S'Kritz.
Croix de chemin Lieu-dit Langenthal.
Croix monumentale (croix de mission).
Calvaire daté 1748 du cimetière.

#### Sites archéologiques
Le Mont Saint-Michel est une colline aux flancs escarpés culminant à 378 m d’altitude et située immédiatement au nord du village. 
Le site a été aménagé par l’Homme depuis au moins le second âge du fer et comprend notamment un habitat troglodyte, utilisé comme ermitage à partir du Moyen Âge mais qui a peut-être déjà été occupé avant cette date, une chapelle dédiée à saint Michel datant de la fin du XVIIe siècle ayant remplacé un édifice médiéval antérieur et un grand bassin circulaire taillé dans la roche dont la date de réalisation et la fonction demeurent indéterminés,,.
Les traces d’un établissement gallo-romain ont été détectées en 1996 au nord-est du village, à cheval sur les territoires de la commune et de celle d’Eckartswiller. Occupé entre les IIe et IIIe siècles, celui-ci était vraisemblablement destiné à la production de meules et à la fourniture de grès pour la construction monumentale. Outre la zone d’exploitation constituée de plusieurs carrières, le site comporte également au moins une habitation ainsi qu’une nécropole.

### Personnalités liées à la commune
- Marie-Anne de Davier (milieu du XVIIe siècle-1724), réformatrice de l’abbaye Saint-Jean-Baptiste ;
- Joseph Kuhn (1801-1870), né dans la commune et fondateur du groupe Kuhn en 1828.

### Héraldique
| Blason de Saint-Jean-Saverne | Blason  | D'argent au lion d'azur, à la bande d'or brochant sur le tout. |
| Blason de Saint-Jean-Saverne | Détails |                                                                |